# Rob van de Meeberg

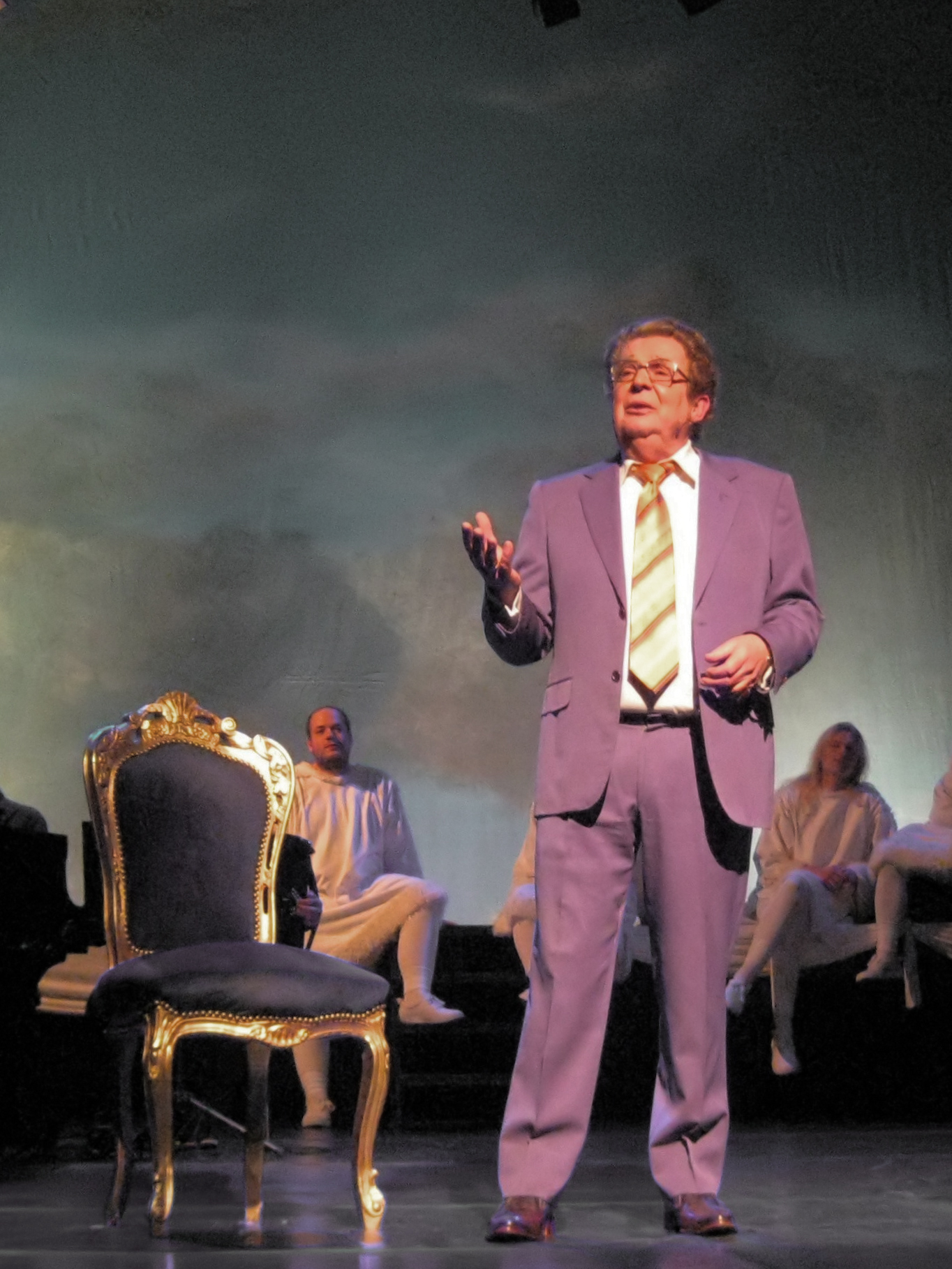
Van de Meeberg in "Kerstfeest in de Jordaan" als Johnny Jordaan

Rob van de Meeberg (Arnhem, 28 augustus 1944) is een Nederlands acteur, stemacteur, cabaretier en zanger.

## Loopbaan
Van de Meeberg treedt in 1966 via Frits Lambrechts toe bij het Cabaret van Jaap van de Merwe en zette in de jaren zeventig het cabaretgezelschap Honoloeloe op. Hij werd bekend met zijn vertolking van Wim Kan in de voorstelling Ken Kan (1996). Met Lambrechts zou hij nog diverse albums maken, waaronder Voor een ieder die zichzelf respecteert 
Ook werkte hij met schrijver Ivo de Wijs en componist Joop Stokkermans aan producties als Bons, Feest en Ik wil hier weg. Van de Meeberg zong onder meer in In de schaduw van Brel (2003-2004), met Vera Mann, een theaterstuk over het leven van Jacques Brel, en aan Zing, Vecht, Huil, Bid, Lach, Werk en Bewonder – een ode aan Ramses Shaffy (2005-2006) met onder anderen Vera Mann. Hij speelde in de films Madelief en The Discovery of Heaven, en leende zijn stem aan de Nederlandse bewerking van de Harry Potter-films. Een andere bekende rol die Van de Meeberg speelde was van buurman Henk Boerman in de serie Shouf Shouf! (2006-2009). 
Daarnaast speelde hij rollen in tv-series als Oud Geld en Baantjer, en sprak hij stemmen in voor verschillende tekenfilms.

## Acteur

### Theater
- Grace (2001-2002)
- Kerstfeest in de Jordaan – Johnny Jordaan (2016)
- Een hemelse kerst in de Jordaan – Johnny Jordaan (2019)

### Film
- Flodder 3 (1995)
- Süskind (2012) Abraham Asscher

### (Televisie)series
- Ha, die Pa! (1991) – Vader Ada (Afl. Feestje)
- Goede tijden, slechte tijden (1992) – Fred Zwaanswijk (seizoen 3, afl. 384)
- Oppassen!!! – kok (afl. Gelukkig nieuwjaar)
- Tijd van leven
- Villa Borghese
- Toen was geluk heel gewoon – mijnheer Waterreus (medewerker arbeidsbureau) (afl.De dienstbode)
- Toen was geluk heel gewoon – Wim Kan (afl. Wim Kan)
- Oud Geld
- Baantjer (1997) – Geert Hendriks (afl. De Cock en de XTC-moord)
- De aanklacht (2000)
- Shouf Shouf! (2006 2009)
- SpangaS (2007) – Opa
- Verborgen Gebreken (2009) – Eduard Brouwers (afl. Verhoudingen)
- Het geheime dagboek van Hendrik Groen (2017, 2019) – Graeme Gorter
- Tweede Hans (2022) – Koorlid

### Stemacteur
- Montana Jones (1994-1995) – Alfred Jones
- Vrij en Vrolijk (1998)
- 102 Echte Dalmatiërs (2001) – Dr. Pavlov
- Harry Potter en de Steen der Wijzen (2001) – Meneer Olivander
- Gummi Beren (2002, 2019) – Zummi
- The Incredibles (2004) – Barry Kroep
- Argaï (2004-2005) – Oscar Lightbulb
- Sonic X (2004-2005)
- Barbie en de magie van Pegasus (2005) – Koning
- Potatoes and Dragons (2005)
- Avatar, de legende van Aang (2006-2008) – Iroh en Vuurheer Ozai
- Ratatouille (2007) – Django
- Kung Fu Panda (2008) – Mr. Ping
- Phineas & Ferb (2008-2015) – Major Monogram
- Dug's Speciale Missie (2009) – Gamma
- Pokémon 12: Arceus en het Juweel des Levens (2009)
- De Prinses en de Kikker (2010) – Mr. Harvey Fenner
- Harry Potter en de Relieken van de Dood deel 1 (2010) – Meneer Olivander en Herman Duffeling
- Rapunzel (2010) – Boef met Haak
- Kung Fu Panda 2 (2011) – Mr. Ping
- Harry Potter en de Relieken van de Dood deel 2 (2011) – Meneer Olivander
- The Muppets (2012) – Muppet Newsman, Gids Muppetstudios
- Avatar, de legende van Korra (2012) – Rechter (boek 2, afl. 4), Oom Iroh
- Zambezia: de Verborgen Vogelstad (2013)
- Disney Infinity spellen (2013) – Davy Jones, Joshamee Gibbs, Rick Dicker, Merlijn de Tovenaar
- Raad eens hoeveel ik van je hou (2013-2016)
- Star Wars Rebels (2014-2018) – Generaal Dodonna
- Muppets Most Wanted (2014) – Waldorf, Muppet Newsman
- Paddington (2015) – Mr. Gruber
- Puffin Rock (2015) – verteller
- Cinderella (2015) – Groothertog
- Kung Fu Panda 3 (2016) – Mr. Ping
- TrollHunters (2016) – Merlin
- Cars 3 (2017) – Doc Hudson
- Lucas etc. (2017) – Alphonse
- Paddington 2 (2017) – Mr. Gruber
- Gordon & Paddy en de Zaak van de Gestolen Nootjes (2017)
- Incredibles 2 (2018) – Rick Dicker
- Dumbo (2019) – J. Griffin Remington
- Paws of Fury: The Legend of Hank (2022) – Ogha
- Pinocchio (2022) – Geppetto
- Strange World (2022) – Jaeger Clade
- The Little Mermaid (2023) – Hawkins (Nederlandse en Vlaamse versie)
- Lego Disney Princess: Avonturen in het Kasteel (2023) – Koning Triton
- Once Upon a Studio (2023) – Burny Mattison, Merlijn de Tovenaar, Dagobert Duck
- De Smurfen 3D (2023) – Grote Smurf
- Chicken Run: Dawn of the Nugget (2023) – Fowler
- Kung Fu Panda 4 (2024) – Mr. Ping
- Binnestebuiten 2 (2024) – Overige stemmen
- Paddington in Peru (2024) – Mr. Gruber

### Poppenreeksen
- Bolke de Beer

### Games
- Sly Cooper
- Heavenly Sword als Flying Fox